# Dvorac Prandau-Normann u Valpovu
Dvorac Prandau-Normann jest gotičko-barokni graditeljski kompleks u Valpovu.

## Arhitektura
Jedan od najstarijih i najvećih dvoraca u Slavoniji, a ubraja se među najvrijednije povijesne arhitektonske sklopove profane arhitekture u sjevernoj Hrvatskoj. Nastao je pregradnjom i dogradnjom starije utvrde te je tako nastala ova jedinstvena, vrlo slikovita i vrijedna povijesno-arhitektonska cjelina. Kompleks dvorca sastoji se od srednjovjekovne kule, bočnih baroknih krila naslonjenih na srednjovjekovne vanjske bedeme, dvorske kapele, unutrašnjeg dvorišta i kasnobarokno-klasicističke pročelne palače. Okružuju ga u 19. stoljeću djelomično zasuti srednjovjekovni obrambeni opkopi koji su do sredine 19. stoljeća bili ispunjeni vodom i povezani s obližnjom rijekom Karašicom. Stari zidani most s lukovima vodi preko opkopa do glavnog i jedinog ulaza u dvorski kompleks. Od dvorca se prema jugu širi prostrani pejsažni perivoj.

### Od srednjeg vijeka do danas
Današnji dvorac u Valpovu nastao je tijekom prve polovice 18. stoljeća pregradnjom i dogradnjom starije utvrde od koje su očuvani dijelovi vanjskih bedema, temelji i zidovi kasnogotičke kapele te okrugla obrambena kula, izgrađena na samom početku 15. stoljeća. Valpovačka se utvrda, kao rijetko koja srednjovjekovna utvrda u nas, dobrim dijelom uspjela sačuvati do danas i to ponajprije stoga što je Turci, prilikom osvajanja 1543. i napuštanja 1687. godine, nisu posve uništili, te što je novi barokni dvorac posve urastao u srednjovjekovni tlocrt i zidine. Tako je stvorena jedinstvena i povijesno-arhitektonski vrlo vrijedna srednjovjekovno-barokna cjelina koja je danas jedan od najznačajnijih spomeničkih sklopova profane arhitekture sjeverne Hrvatske.

### Morovićeva utvrda - nizinski Wasserburg
Valpovačka feudalna gospoštija krajem 14. stoljeća dolazi u posjed velikaške obitelji mačvanskog bana Ivana Morovića koji na samom početku 15. stoljeća na mjestu današnjeg dvorca gradi utvrdu okruženu dubokim obrambenim opkopima ispunjenim vodom iz obližnje rijeke Karašice, tzv. nizinski Wasserburg. Unutar tvrđave Morovići sredinom 15. stoljeća uz sjevernu kulu podižu kasnogotičku kapelu Sv. Ladislava Kralja. 
Srednjovjekovni dokumenti prvi puta spominju ovu utvrdu 1438. godine, nazivajući je oppidum i castrum Walpo. Njezin tlocrt u obliku nepravilnog izduženog trokuta i po nekoliko metara debeli vanjski zidovi diktirali su sve kasnije pregradnje i ostali, iako djelomice prekriveni baroknim plaštem, gotovo u cijelosti očuvani do danas.

### Srednjovjekovna kula s kamenim zmajem
Sjeverna obrambena kula, danas uklopljena u kompleks dvorca, najočuvaniji je objekt srednjovjekovne utvrde, a u svojoj unutrašnjosti čuva kasnogotičke kamene dovratnike, prozorske okvire, spiralno stubište i kamene klupe, sve ukrašeno i danas jasno vidljivim kasnogotičkim klesarskim znakovima. 
U kupolastom svodu prvog kata posebno se ističe zaglavni kamen s reljefnim prikazom grba velikaške obitelji Morović kojeg okružuje zmaj, a nešto skromnije izveden je zaglavni kamen u svodu drugog kata s prikazom stiliziranog Sunca. Krajem 15. stoljeća valpovački veleposjed prelazi u vlasništvo obitelji Gereb de Wyngarth, a već početkom 16. stoljeća posjeduje ga ban i palatin Emerik Pereny, za vrijeme kojega je valpovačka tvrđava obnovljena u renesansnom stilu s otvorenim trijemom sa stupovima uokolo cijelog unutrašnjeg tvrđavskog dvorišta.

### Barokna pregradnja i obnova
Tako obnovljena tvrđava je dočekala tursku opsadu. Nakon 144 godine njihove okupacije, Valpovo je oslobođeno 1687. godine, a tvrđavom i posjedom od tada pa sve do kraja 1721. upravlja bečka Dvorska komora.  
Prava obnova ne samo ruševne tvrđave nego i čitavog Valpova i ostalih naselja na veleposjedu započinje 31. prosinca 1721. godine, kada kralj Karlo VI. daruje Valpovačko vlastelinstvo barunu Petru II. Antunu Hilleprandu od Prandaua (1676. – 1767.). Tijekom prve polovice 18. stoljeća na ostacima južnog krila srednjovjekovne utvrde izgrađena je monumentalna barokna pročelna palača s centralno isturenim tornjem, visokim 37 metara, a nizovi prostorija bočnih dvorišnih krila temeljito su obnovljeni i presvođeni bačvastim svodovima. 
Na ruševinama kasnogotičke kapele Sv.Ladislava Kralja podignuta je barokna kapela Sv.Trojstva koja je zadržala očuvane dijelove poligonlnog gotičkog svetišta s kontraforima. Pročelna palača baroknog dvorca teško je stradala u požaru na Silvestrovo 1801. godine. Tada je izgorjela i znamenita dvorska knjižnica u kojoj je bilo i knjiga iz nekadašnje Korvinove knjižnice u Budimu, kao i čitav vlastelinski arhiv. Ubrzo obnovljena pročelna je palača tada zadobila novija klasicistička obilježja. U njenom tornju nalazi se stari mehanički sat s natpisom «Wien 1873» koji je metalnim batovima povezan sa zvonom u vrhu tornja. Na samom se zvonu nalazi ovalni pečat s natpisom na njemačkom jeziku: «Ignaz Hilzer, carski i kraljevski dvorski zvonoljevač u Bečkom Novom Mjestu 1873. godine». 
Barun Josip Ignac Hilleprand od Prandaua (1749. – 1816.) dao je prilikom obnove požarom stradale pročelne palače u jednom dijelu urediti «maleno, al liepo i podpuno kazalište, prvo u Slavoniji»  u kojem su nastupali članovi vlastelinske obitelji, gosti i prijatelji te putujuće kazališne družine, kako piše osječki muzikolog Franjo Kuhač nakon jednog posjeta dvorcu.
Dvorac je 1885. godine prešao u vlasništvo grofovske obitelji Normann od Ehrenfelsa. Tada je imao ukupno 62 prostorije i, zajedno s unutrašnjim dvorištem, tlocrtnu površinu od 4031 m2.  Budući da se od tada ništa bitno nije mijenjalo, takav su tlocrtni ustroj i površina sačuvani do danas, što ovaj dvorac svrstava među najveće u Hrvatskoj, dok za njim daleko zaostaju svi ostali slavonski dvorci.

## Današnje stanje dvorca
Danas je u dvorcu smještena Ustanova za kulturne djelatnosti «Ante Evetović Miroljub»,a odnedavna je opet otvoren i Muzej Valpovštine. On je zbog građevinskih radova na dijelu dvorca bio privremeno zatvoren, no dvorac je cijelo to vrijeme bio otvoren za posjetitelje koji mogu razgledati unutrašnje dvorište, srednjovjekovnu kulu, obnovljenu dvorsku kapelu i pejsažni perivoj koji predstavlja jedan od najvrednijih primjera parkovne arhitekture sjeverne Hrvatske. Uz posjet dvorcu neizostavno je i upoznavanje sa zanimljivom legendom o valpovačkoj bijeloj gospi koju su stari Valpovačani sačuvali usmenom predajom, a njeni dijelovi zapisani su u povijesnim izvorima i novijoj literaturi. Tu su i druge legende i zanimljive povijesne priče vezane uz srednjovjekovnu valpovačku utvrdu i barokni dvorac.

## Posjet dvorcu
Muzej Valpovštine nudi obilazak dvorca i perivoja u Valpovu te posjete drugim kulturno-povijesnim i prirodnim znamenitostima Valpovštine. 
- Dvorac Prandau-Normann na stranicama Turističke zajednice  Arhivirana inačica izvorne stranice od 12. prosinca 2006. (Wayback Machine)

Službene stranice Muzeja Valpovštine

## Vanjske poveznice
|  | Zajednički poslužitelj ima još gradiva o temi Dvorac Prandau-Normann |